# Segunda Categoría de Sucumbíos 2020
El Campeonato Provincial de Segunda Categoría de Sucumbíos 2020 fue un torneo de fútbol en Ecuador en el cual compitieron equipos de la Provincia de Sucumbíos. El torneo fue organizado por la Asociación de Fútbol No Amateur de Sucumbíos y avalado por la Federación Ecuatoriana de Fútbol. El torneo empezó el 30 de septiembre y finalizó el 14 de octubre. Participaron 3 clubes de fútbol y se entregó un cupo a los play-offs de la Segunda Categoría 2020 por el ascenso a la Serie B, además el campeón del torneo provincial se clasificó a la primera fase de la Copa Ecuador 2021.

## Sistema de campeonato
El sistema determinado por la Asociación de Fútbol No Amateur de Sucumbíos fue el siguiente:
- El Campeonato Provincial de Sucumbíos 2020, según lo establecido, se jugó por 3 equipos que se disputaron la clasificación en una sola etapa. En total se jugaron 6 fechas que iniciaron el 30 de septiembre.

## Equipos participantes
| Equipos participantes                           | Equipos participantes | Equipos participantes | Equipos participantes | Equipos participantes | Equipos participantes | Equipos participantes      |
| ----------------------------------------------- | --------------------- | --------------------- | --------------------- | --------------------- | --------------------- | -------------------------- |
|                                                 |                       |                       |                       |                       |                       |                            |
| Equipo                                          | Ciudad                | Entrenador            | Estadio               | Capacidad             | Logo                  | Patrocinador               |
| Club Social, Cultural y Deportivo Caribe Junior | Lago Agrio            | Roldán Gómez          | Carlos Vernaza        | 8000                  | Boman                 | Megcentro Ferretero Alvial |
| Club Social, Cultural y Deportivo Chicos Malos  | Lago Agrio            | Willington Bautista   | Carlos Vernaza        | 8000                  | Bandera de ?          | Bandera de ?               |
| Club Deportivo Unión Manabita                   | Lago Agrio            | César Elizalde        | Carlos Vernaza        | 8000                  | Bandera de ?          | Bandera de ?               |

## Equipos por ubicación geográfica
| Cantón     | N.º | Equipos                                         |
| ---------- | --- | ----------------------------------------------- |
| Lago Agrio | 3   | - Unión Manabita - Caribe Junior - Chicos Malos |

| Unión Manabita Caribe Junior Chicos Malos |

## Clasificación
|  |    | Equipo         | PJ | PG | PE | PP | GF | GC | DG | PTS |
|  | -- | -------------- | -- | -- | -- | -- | -- | -- | -- | --- |
|  | 1. | Caribe Junior  | 4  | 4  | 0  | 0  | 9  | 2  | +7 | 12  |
|  | 2. | Chicos Malos   | 3  | 1  | 0  | 2  | 4  | 5  | –1 | 3   |
|  | 3. | Unión Manabita | 3  | 0  | 0  | 3  | 0  | 6  | –6 | 0   |

|  | Campeón y clasificado a los dieciseiavos de final de Segunda Categoría 2020 y a la Copa Ecuador 2021. |

## Evolución de la clasificación
| Equipo / Jornada | 01 | 02 | 03 | 04 | 05 | 06 |
| ---------------- | -- | -- | -- | -- | -- | -- |
| Caribe Junior    | 1  | 1  | 1  | 1  | 1  | 1  |
| Chicos Malos     | 2  | 2  | 2  | 2  | 2  | 2  |
| Unión Manabita   | 3  | 3  | 3  | 3  | 3  | 3  |

## Resultados

### Primera vuelta
|                     | Caribe Junior | 1 - 0 | Unión Manabita |  | Carlos Vernaza | 30 de septiembre | 15:00 |
| Libre: Chicos Malos |               |       |                |  |                |                  |       |

|                       | Chicos Malos | 1 - 2 | Caribe Junior |  | Carlos Vernaza | 3 de octubre | 15:00 |
| Libre: Unión Manabita |              |       |               |  |                |              |       |

|                      | Unión Manabita | 0 - 2 | Chicos Malos |  | Carlos Vernaza | 7 de octubre | 15:00 |
| Libre: Caribe Junior |                |       |              |  |                |              |       |

### Segunda vuelta
|                     | Unión Manabita | 0 - 3 | Caribe Junior |  | Carlos Vernaza | 11 de octubre | 15:00 |
| Libre: Chicos Malos |                |       |               |  |                |               |       |

|                       | Caribe Junior | 3 - 1 | Chicos Malos |  | Carlos Vernaza | 14 de octubre | 15:00 |
| Libre: Unión Manabita |               |       |              |  |                |               |       |

|                      | Chicos Malos | vs. | Unión Manabita |  | No se programó | No se programó | No se programó | No se programó |
| Libre: Caribe Junior |              |     |                |  |                |                |                |                |

### Campeón
| |
| Club Deportivo Caribe Junior 8.° título Clasificado a las fases finales de la Segunda Categoría 2020 y a la primera fase de la Copa Ecuador 2021. |